# お江戸吉原事件帖
お江戸吉原事件帖（おえどよしわらじけんちょう）は、テレビ東京の「金曜時代劇」枠で2007年10月26日から12月21日まで放送された時代劇。 字幕放送と地上デジタル放送では連動データ放送を実施。2008年5月から時代劇専門チャンネルで再放送されている。2013年3月6日から3月19日まで、BSジャパンで再放送されていた。
遊郭・吉原を舞台に、遊女を泣かせる男を懲らしめる4人の女たちの物語である。

## 主な登場人物（出演者）
おれん（連雀）：東ちづる
姉御肌の吉原芸者。天下一品の芸と太夫並みの教養を持つ。殺しの時は連雀の刺繍が縫られた着物を着用し、逆手に持った三味線の撥で敵の頸動脈を斬り裂く。
ひばり（雲雀）：横山めぐみ 
「松葉屋」の番頭新造で花魁の世話を担当している。
かつては、太夫候補にも挙がったほどのお職遊女だった。殺しの時は雲雀の刺繍が縫られた着物を着用し、長小太刀を使った父親譲りの剣術を見せる。姐女郎は、玉菊の母親。才色兼備。
あけみ（朱雀）：小林恵美
恋文請負業「朱雀屋」の一人娘。お転婆で吉原が大好き。殺しの時は朱雀の刺繍が縫い取られた着物を着用するが手にはかけず、朱雀の字が入った鈴を投げたり転がしておれん達をサポートする。
柴田平八郎：渡辺裕之
町奉行所の同心。おれんに思いを寄せている。
左平次：海東健
吉原の男衆。遊郭で起こるもめ事を始末することもある。
甚平：神山繁
大門にある会所で、門番をしている。
実は、吉原の影の実力者である。
おこう（孔雀）：萬田久子
女郎屋「松葉屋」のやり手。事情通で伝説の花魁だったとの噂もある。よく組紐を編んでいて、殺しの時もそれを使って敵の身動きを止めたり、首吊りで仕留める。その時は孔雀の刺繍が縫られた着物も着用する。
権六：大島宇三郎
玉菊：高松あい
「松葉屋」の新造（見習い遊女）。
最終回では、遊女として立派に突き出し道中を果たす。
松浪：よしこさん
庄太：石塚義之
町奉行所の岡っ引き。
孔雀太夫：小林寛子
物語の舞台である、女郎屋・「松葉屋」の太夫。
年季明けを控えていたが、女郎屋・「蓬莱屋」の新楼主の放った刺客の手により、夜の花魁道中の最中、弓矢で射殺されてしまう。

## 放送日程
- 初回と最終回は2時間スペシャル（20:00 - 21:54）。

| 各話                                                     | 放送日   | サブタイトル             | ゲスト                                                                                           | 視聴率 |
| -------------------------------------------------------- | -------- | ------------------------ | ------------------------------------------------------------------------------------------------ | ------ |
| 第1話                                                    | 10月26日 | 夜叉になります四人雀     | 夕霧：西田ひかる、榊原和馬：比留間由哲、榊原釆女正：潮哲也、田村平蔵：石倉英彦、卯之吉：谷口高史 | 10.8%  |
| 第2話                                                    | 11月02日 | 水揚げに散った夢         | 山城屋与左衛門：柄沢次郎、おきぬ：亜呂奈、岩城屋治兵衛：伊藤高、彦蔵：長谷川公彦                 | 9.0%   |
| 第3話                                                    | 11月09日 | 涙の起請彫り"ぬしさま命" | 若菜：山田まりや、直次郎：草野康太、堺屋藤兵衛：杜澤たいぶん                                     | 9.5%   |
| 第4話                                                    | 11月16日 | 迷い込んだ若様           | 慎之介：大柴隼人、大月監物：内田勝正、井筒屋清兵衛：二瓶鮫一、寺原内膳：伊吹吾郎                 | 8.7%   |
| 第5話                                                    | 11月30日 | 雀泣かせた童女の願い     | 松吉：山田吾一、みどり：鈴木理子、越後屋久兵衛：大鷹明良、辰三：久保酎吉                         | 5.3%   |
| 第6話                                                    | 12月07日 | 狙われた吉原芸者         | 佐々木源吾：石橋保、弥平：うえだ峻、百花：辻沢響江                                               | 9.4%   |
| 第7話                                                    | 12月14日 | 思いはめぐる糸車         | 新吉：三浦浩一、お菊：大塚良重、清左衛門：成瀬正孝                                               | 7.0%   |
| 最終話                                                   | 12月21日 | 吉原炎上! 最後の仇討ち   | 蓬莱屋仙十郎：堤大二郎、鵜飼彦右衛門：石橋雅史、加納半兵衛：大橋吾郎、おそめ：今陽子             | 7.6%   |
| 平均視聴率8.4%（視聴率は関東地区・ビデオリサーチ社調べ） |          |                          |                                                                                                  |        |

## スタッフ
- ナレーター:松丸智子
- プロデューサー：佐々木彰、只野研治、須藤安芸子、本間信行、進藤盛延
- 監督：井上泰治(#1)、森本浩史(#8)
- 脚本：藤井邦夫(#1)、いずみ玲(#8)、小木曽豊斗(#4)
- 音楽：沢田完
- 技斗：中村健人
- 技術協力：IMAGICAウエスト、オフィシャル・オーカー
- 制作協力：東映太秦映像
- 制作：テレビ東京、C.A.L

## サウンドトラック
- 『お江戸吉原事件帖』オリジナル・サウンドトラック（音楽：沢田完、2007年12月7日、BLMC-1005）
発売元：バードランドミュージックエンタテインメント,アスタエンタテインメント
販売元：エフ・プランニング